# Italië op het Eurovisiesongfestival 2023

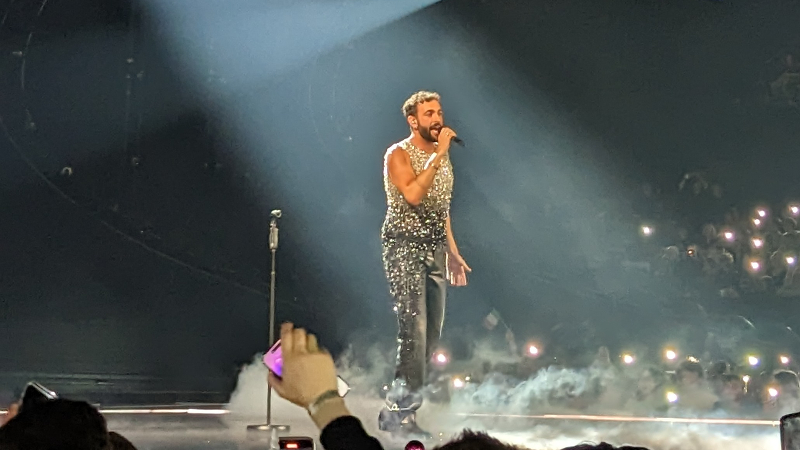
Marco Mengoni tijdens de juryshow in Liverpool.

Italië nam deel aan het Eurovisie Songfestival 2023 in Liverpool, Verenigd Koninkrijk. De Italiaanse omroep RAI kondigde in juni 2022 aan dat de winnende artiest (en) van het Sanremo Music Festival 2023, opnieuw het recht kreeg om Italië te vertegenwoordigen in Liverpool. San Remo werd gewonnen door Marco Mengoni met de single Due Vite.

## Sanremo Music Festival
De Italiaanse omroep RAI bevestigde dat de artiest die Italië zou vertegenwoordigen op het Eurovisie Songfestival 2023, geselecteerd zou worden uit de deelnemende artiesten op het Sanremo Music Festival 2023, de 73e editie van het evenement. Volgens de regels van Sanremo 2023 verdient de winnaar van het festival het recht om Italië te vertegenwoordigen op het Eurovisie Songfestival, maar als de artiest niet beschikbaar is of het aanbod weigert, kan de organisatie een andere kandidaat selecteren, zoals eerder in 2016 gebeurde.  De wedstrijd vond plaats tussen 7 en 11 februari 2023, waarbij de winnaar werd gekozen op de laatste dag van het festival.
Voor het vierde jaar op rij was Amadeus presentator van Sanremo,  naast Gianni Morandi, deelnemer aan Eurovision 1970. 28 artiesten, waarvan zes rechtstreeks uit de nieuwkomerssectie Sanremo Giovani (gehouden op 16 december 2022), namen deel aan het festival. Dit gebeurde in de loop van vijf opeenvolgende nachten. 
- Tijdens de twee eerste nachten werden de nummers voor het eerst voorgesteld. Ze werden beoordeeld door een panel van juryleden, bestaande uit journalisten.
- Tijdens de derde nacht werden de nummers nogmaals gebracht en werd er een televoting en jury toegepast.
- De vierde nacht stond in teken van covers. Alle deelnemers zongen een cover. Er waren geen afvallers tijdens de eerste vier nachten.
- Op de laatste nacht zongen alle deelnemers opnieuw hun nummer. Een top vijf werd geselecteerd. Op basis van een demo jury, pers jury en televoting werd de uiteindelijke winnaar bepaald.

#### Finale
| Rang | Artiest              | Lied                       | Plaats |
| ---- | -------------------- | -------------------------- | ------ |
| 1    | Elodie               | "Due"                      | 9      |
| 2    | Colla Zio            | "Non mi va"                | 20     |
| 3    | Mara Sattei          | "Duemilaminuti"            | 19     |
| 4    | Tananai              | "Tango"                    | 5      |
| 5    | Colapesce Dimartino  | "Splash"                   | 10     |
| 6    | Giorgia              | "Parole dette male"        | 6      |
| 7    | Modà                 | "Lasciami"                 | 11     |
| 8    | Ultimo               | "Alba"                     | 2      |
| 9    | Lazza                | "Cenere"                   | 3      |
| 10   | Marco Mengoni        | "Due vite"                 | 1      |
| 11   | Rosa Chemical        | "Made in Italy"            | 8      |
| 12   | I Cugini di Campagna | "Lettera 22"               | 21     |
| 13   | Madame               | "Il bene nel male"         | 7      |
| 14   | Ariete               | "Mare di guai"             | 14     |
| 15   | Mr. Rain             | "Supereroi"                | 4      |
| 16   | Paola e Chiara       | "Furore"                   | 17     |
| 17   | Levante              | "Vivo"                     | 23     |
| 18   | LDA                  | "Se poi domani"            | 15     |
| 19   | Coma_Cose            | "L'addio"                  | 13     |
| 20   | Olly                 | "Polvere"                  | 24     |
| 21   | Articolo 31          | "Un bel viaggio"           | 16     |
| 22   | Will                 | "Stupido"                  | 26     |
| 23   | Leo Gassmann         | "Terzo cuore"              | 18     |
| 24   | Gianmaria            | "Mostro"                   | 22     |
| 25   | Anna Oxa             | "Sali (Canto dell'anima)"  | 25     |
| 26   | Shari                | "Egoista"                  | 27     |
| 27   | Gianluca Grignani    | "Quando ti manca il fiato" | 12     |
| 28   | Sethu                | "Cause perse"              | 28     |

| Tekenen | Artiest       | Liedje      | Demoscopische jury (33%) | Pers jury (33%) | Televoting (34%) | Totaal | Plaats |
| ------- | ------------- | ----------- | ------------------------ | --------------- | ---------------- | ------ | ------ |
| 1       | Ultimo        | "Alba"      | 4e                       | 5e              | 20,39%           | 12,25% | 4e     |
| 2       | Tananai       | "Tango"     | 5e                       | 3e              | 11,15%           | 11,15% | 5e     |
| 3       | Lazza         | "Cenere"    | 3e                       | 2e              | 18,28%           | 16,64% | 2e     |
| 4       | Marco Mengoni | "Due vite"  | 1e                       | 1e              | 32,31%           | 45,53% | 1e     |
| 5       | Mr. Rain      | "Supereroi" | 2e                       | 4e              | 17,87%           | 14,43% | 3e     |

## In Liverpool
Als lid van de Big 5 mocht Italië rechtstreeks naar de grote finale op zaterdag. Daar werd het land vierde met 350 punten. Italië was net zoals het jaar voordien populairder bij de jury's dan bij de televoters. Italië kreeg zeven keer twaalf punten: Van Albanië en Malta bij de televoting, en bij Oostenrijk, Kroatië, San Marino, Slovenië en Roemenië van de jury's.
1956 · 1957 · 1958 · 1959 · 1960 · 1961 · 1962 · 1963 · 1964 · 1965 · 1966 · 1967 · 1968 · 1969 · 1970 · 1971 · 1972 · 1973 · 1974 · 1975 · 1976 · 1977 · 1978 · 1979 · 1980 · 1981-1982 · 1983 · 1984 · 1985 · 1986 · 1987 · 1988 · 1989 · 1990 · 1991 · 1992 · 1993 · 1994-1996 · 1997 · 1998-2010 · 2011 · 2012 · 2013 · 2014 · 2015 · 2016 · 2017 · 2018 · 2019 · 2020 · 2021 · 2022 · 2023 · 2024 · 2025
Albanië · Armenië · Australië · Azerbeidzjan · België · Cyprus · Denemarken · Duitsland · Estland · Finland · Frankrijk · Georgië · Griekenland · Ierland · IJsland · Israël · Italië · Kroatië · Letland · Litouwen · Malta · Moldavië · Nederland · Noorwegen · Oekraïne · Oostenrijk · Polen · Portugal · Roemenië · San Marino · Servië · Slovenië · Spanje · Tsjechië · Verenigd Koninkrijk · Zweden · Zwitserland